# 明尼蘇達維京人
明尼蘇達維京人是一支職業美式足球球隊，位於明尼蘇達州的明尼阿波利斯。他們現時在国家橄榄球联合会北区參與國家美式足球聯盟比賽。該球隊本為美國美式足球聯盟（AFL）的球隊。但是他們最後決定加入國家美式足球聯盟（NFL）。在2002年重组之前，他們属於中區球隊，也叫做“黑藍賽區”。他们也是NFL中僅有的單賽季常規賽赢過15場比赛的5支球隊之一。他們在1969年賽季獲得隊史第一座聯會冠軍，但是随后在第四屆超级碗決賽中7-23輸给了堪薩斯城酋長隊。维京人隊是第一支打過四場超级碗决赛的球隊，雖然他們一場未勝；他们赢得過20次分區冠軍，是目前國家聯會所有球隊中排在第六位，在分區也僅次於包裝工隊的24次；1970年之後，他们闖入季後赛的次數是全聯盟數一數二的，但没有球隊和他们一样，晉級了如此多的國家聯會或者美國聯會冠軍賽次數（10次）卻没有奪得過超级碗。在國家聯會球隊中，有五支球隊（舊金山四九人隊、綠灣包裝工隊、華盛頓紅人、達拉斯牛仔隊及紐約巨人隊）比维京人隊打過更多超级碗決赛；維京人取得了20次分區冠軍，並且四次成功的打進超級盃，但是四次都輸給對手，也成為NFL史上第一支球隊，四次超級盃比賽全敗的球隊（隨後水牛城比爾在1990年到1993年的賽季間連續4年打進超級盃，卻也都敗下陣來，也成為史上第三支超級碗4戰全敗的球隊；而丹佛野馬在89年超級盃輸球後成為當時第二支超級盃4敗的球隊，97年打贏包裝工隊後才擺脫悲情）。球隊目前有10名名人堂成員。
2018年，球隊市值為24億美元，在世界前50名球隊中排第33名，同時在NFL排名第18。

## 球队历史
职业橄榄球在明尼阿波利斯和圣保罗地区（双子城）源于“明尼阿波利斯海军陆战队/红夹克”，那是一只在1920-30年代的偶尔打打比赛的NFL球队。然而，一只新的职业橄榄球队在1959年8月浮出水面，正是三位明尼阿波利斯的商业人士Bill Boyer，H.P.Skoglund和Max Winter被新的AFL授予球队经营权的时候。五个月之后，在1960年1月，在NFL的压迫之下，球队所有人组织跟随Bernie Ridder放弃了AFL的会员资格，之后成为NFL第14支加盟球队，1961年开始比赛。1920年代，Ole Haugsrud卖掉了他的Duluth Eskimos球队，按照当时的合同，他成为了NFL球队的拥有者之一。合同称，他可以拥有任何一只未来建立于明尼苏达的球队。巧合的是他的高中，中心高中的橄榄球队也叫维京人，他们的颜色也是紫色和黄色。

### 60年代
在1960年9月27日，球队定名为明尼苏达维京人；这个名字一定程度上体现了明尼苏达地区是斯堪的纳维亚文化的中心。从一开始，球队的球票销售方面相当乐观，机票销量将近26,000张，平均主场出席观众数量是34,586人，大约是能容纳40,800人的Metropolitan体育场的85%。最后球场扩建为容纳47,900人。在第一任主教练人选方面，球队看好西北大学的主教练Ara Parseghian， 是由于当时“明尼苏达波利斯之星”的记者Jim Klobuchar，去双城拜访了球队经理，他是微服私访，没有暴露他的身份。由于当地专栏作家Sid Hartman报道了这次访问，Jim暴露了他的身份，之后他出口否认。费城老鹰的助理Nick Skorich和一个在CFL工作的明尼苏达人都是候选人，直到另外一个老鹰的成员，四分卫Norm Van Brocklin在1961年一月18日被雇佣。Van Broklin刚刚高调结束了自己的运动员生涯，在1960年的NFL总决赛击败了绿湾包装工。
在1961年NFL第一轮选秀中，维京人选择了杜兰大学的跑锋Tommy Mason。他们在第三轮签到了一个乔治亚大学的年轻四分卫Fran Tarkenton。值得注意的是他们休战期间得到了老将Norm Snead和Hugh McElhenny。维京赢得了他们第一场常规赛，37-13击败了芝加哥熊。Fran Tarkenton 传了4个达阵球，自己跑了一个。之后的比赛，他们连输7场，最终是3胜11负的战绩。
1967年3月7日，Fran Tarkenton被交易到纽约巨人，换取了第一和第二选秀权，还有1968年的第一轮选秀权和69年的第二轮选秀权。在1967年，维京队得到了Clinton Jones和Bob Grim， 68和69年分别选得了Ron Yary 和Ed White。三天后的3月10，维京聘请了新的主教练Bud Grant替代了1966赛季辞掉了主教练职位的Van Brocklin。Bud Grant从加拿大橄榄球联盟的Winnipeg Blue Bombers来到维京人队，那支球队在Grey杯冠军10年处在领先位置。在随后的60年代，维京创建了著名的Purple People Eaters强有力的防守，领导者是Alan Page，Carl Eller，Gary Larsen和Jim Marshall。在1968年，这条防线帮助维京赢得了他们第一个中赛区冠军和第一个季后赛门票。
在1969年，维京战绩12胜2负，是NFL最好的战绩。球队12连胜的纪录是单赛季最长连胜，直到35年后才被击破。1970年1月4日，维京主场在NFL决赛中27-7击败了克利夫兰布朗。明尼苏达成为第一支现代NFL球队中赢得总决赛的扩编球队，同时闯进了第四届超级碗的决赛，备受关注的维京人隊7-23输给了堪萨斯酋长队。

### 70年代
球队在1970和1971赛季继续占有优势，由于他们坚固的防守线，球队被称作“紫色掠食者”（The Purple People Eaters）。在1971年，防守更是令人称道，Alan Page被联盟媒体授予了NFL MVP奖项。他是第一位获得该奖项的防守球员。
在1972年1月27日，维京人隊交易了Norm Snead，Bob Grim，Vince Clements和1972，73年第一轮选秀权到纽约巨人，得到了当时人气正旺的Fran Tarkenton。通过这个交易和外接手John Gilliam加强了传球进攻，但是和地面进攻步调不一致，维京人隊最终取得了7胜7负的战绩。维京考虑的问题所在，在1973年第一轮选秀中选了跑锋Chuck Foreman。合伙人Bill Boyer在1973年2月19日过世，他的董事会位置被女婿Jack Steele取代。
维京人隊在1973赛季赢了前9场比赛，最终以12胜2负的战绩结束了赛季。他们第二次打入超级碗决赛，第八届超级碗，在休斯顿的Rice体育场对阵迈阿密海豚。然而他们被海豚以24-7击败。
在1974赛季，维京人隊以10胜4负的战绩取得了中区冠军，并列联盟最佳战绩。在季后赛，由于他们对寒冷的天气早已习惯，靠着这个优势在寒冷的Metropolitan体育场分别战胜了圣路易斯红雀30-14和洛杉矶公羊14-10。维京连续第二次打入超级碗决赛，第九届超级碗（球队的第三次），1975年1月12日，在紐奧良的Tulane体育场6-16输给了匹兹堡钢人。
在1975年，靠着Trakenton和跑锋Chuck Foreman的领导，他们取得10胜4负战绩，早早预定了分区冠军头衔，然而，维京人隊在季后赛以14-17输给了达拉斯牛仔。输在了一个有争议的达阵传球，牛仔的四分卫Roger Staubach以一记漂亮的Hail Mary传球（很远很长的传球）传给了Drew Pearson，之所以这个达阵有争议是因为大多数人认为当时外接手Pearson推开了维京的防守卫Nate Wright，应该是一个“传球干扰”犯规，当维京人隊主场观众意识到没有吹犯规之后，短短几分钟，球场被扔满了各种碎片。一个瓶子大众了一位比赛官员，致使后者失去知觉。
维京人隊打入了第十一届超级碗，也是他们四年内第三次打入超级碗决赛（球队的第四次），1977年1月9日在加利福尼亚州的Pasadena玫瑰碗体育场对阵奥克兰突袭者。然而维京人隊并没有改写他们的超级碗厄运，14-32输掉了 。
1977年，维京人隊以9胜5负的战绩再次取得了分区冠军，同时取得了他们5年内的第四个NFC冠军，但是他们再次输给了超级碗冠军达拉斯牛仔，6-23，在德克萨斯体育场。
1978年，年龄导致的伤病困扰着维京人隊，但是他们仍然靠着8胜7负1平的战绩打进了季后赛。但是奇迹没有在季后赛发生，公羊队最终在洛杉矶以34-10战胜了维京。四分卫Fan Tarkenton随后退休，手中握着联盟传球纪录6,467个传球，3,686传球成功，47,003码和342个传球达阵。
在1979年12月，在明尼苏达波利斯市中心建起Hubert H.Humphrey Metrodome体育场。

### 80年代
1981年5月15日，维京搬到了郊外的伊甸园牧场，里面有办公室，更衣室和训练场。综合设施被创始人之一Max Winter命名为“Winter Park”，他在1965-1987年任球队总裁。12月20日，球队在Metropolitan体育场打了他们最后一场比赛，6-10输给了堪萨斯酋长队结束了1981赛季。1982年8月21日，维京打了在新球场Metrodome的第一场比赛，对西雅图海鹰的热身赛，7-3取胜。在新球场的第一个达阵是Joe Senser接到Tommy Kramer的传球。第一场在Metrodome的常规赛是1982年9月12日的开场赛，维京17-10战胜了坦帕湾。Rickey Young在第二节考3码的冲跑拿到了新球场常规赛的第一个达阵。
1984年1月27日，主教练Bud Grant退休。生涯常规赛战绩，在明尼苏达的17个赛季，取得了151胜87负5平，胜率63.2%，他带领球队12次打入季后赛，取得11个分区冠军头衔，4次打入超级碗决赛。在维京人做了5个赛季进攻助理教练的Les Steckel接班，成为维京人队的第三任主教练。1979年，Les从49人队来到了维京人队，他成为1984年NFL最年轻的主教练，仅仅38岁。然而，维京取得了他们建队以来最差的成绩，输了13场比赛。赛季结束后，主教练被解雇，1984年12月18日，Bud Grant被再次请到维京担任主教练。
1986年1月6日，结束了1985赛季，Bud Grant再次退休。那是他成为NFL历史中赢得比赛最多的主教练中的第六位，168场胜利包括季后赛。18个赛季，他带领维京取得了158胜96负5平的常规赛战绩。
1986年1月7日，担任了维京助理教练很长时间的Jerry Burns成为维京历史上第四任主教练。1968-85年，他一直是球队的进攻教练，帮助球队赢得11个分区冠军头衔，打了4场超级碗决赛。在他执教的第一个赛季，“NFL年度重返赛场球员”Tommy Kramer帮助球队取得了9胜7负的成绩，这是四年来他们第一次取胜的成绩。1986年8月2日，Fran Tarkenton成为维京人的第一个名人堂成员。
在赛程缩短的1987赛季，维京取得了8胜7负的成绩，常规赛是8胜4负，但是在后来的比赛中0胜3负，靠着击败两支常规赛最好战绩的球队打入季后赛。他们在路易斯安那巨蛋体育场的外卡季后赛中击败了12胜3负的新奥尔良圣徒队，44-10。接下来的分区季后赛比赛，他们在Candlestick公园体育场打败了13胜2负的旧金山49人，36-24。 比赛中Anthony Carter拿到了单场季后赛接球纪录，227码。1988年1月17日，维京在RFK体育场的NFC决赛中对阵华盛顿红皮。比赛进行到尾声的时候，比分17-10，维京落后，还剩1分钟左右，维京攻到了红皮的6码线，然后最终没能达阵。红皮的角卫Darrell Green破坏了维京Wade Wilson传给到达阵区Darrin Nelson的传球，打碎了维京进入超级碗的希望。
1989年10月12日，维京从达拉斯牛仔得到了Herschel Walker。最终交易的结果是，达拉斯给维京Walker，第三轮选来的Mike Jones，第五轮选来的Reggie Thornton和90年第十轮选来的Pat Newman，91年第三轮选来的Jake Reed。达拉斯得到了Issiac Holt，David Howard，Darrin Nelson， Jesse Solomon，Alex Stewart，90年的第一，第二和第六轮选秀权，91年第一，第二选秀权和92年第二，第三轮选秀权。最终选秀权得到了Emmitt Smith和Darren Woodson。Herschel在维京三个赛季的表现没有期待中的那样好，牛仔队却靠着选秀权在90年代早期和中期取得了三个超级碗决赛的胜利。

### 90年代
1991年12月3日，Jerry Burns宣布退休。他做维京主教练6个赛季，取得了52胜43负的成绩，胜率54.7%。他也带领维京队三次打入季后赛，包括一个分区冠军和一个NFC决赛。Dennis Green不久后成为维京第五任主教练。他结束了1989-91年为斯坦福大学橄榄球主教练的奋斗来到了维京。在他执教维京的10个赛季里，他赢得了4次NFC分区冠军，8次打入季后赛，2次打入NFC决赛，战绩97胜62负。算上季后赛的话，就取得超过100场的胜利。

#### 1998年： Randy Moss时代的开始
1998年，是值得纪念的一年。四分卫Randall Cunningham（他代替了受伤的Brad Johnson），跑锋Robert Smith，经验丰富的外接手Cris Carter和爆发的新秀Randy Moss建立的维京人豪华威猛的进攻线，维京赛季得分556创造了NFL历史，单场比赛得分从未少于24分。纪录随后被新英格兰爱国者打破，589分。赛季战绩15胜1负，他们仅仅在第九周的比赛24-27输给了坦帕湾海盗。在季后赛，维京以41-21压倒了亚利桑那红雀，然而在Metrodome的NFC决赛，被看好的维京却输给了赛季14胜2负的亚特兰大老鹰队，维京的踢球手Gary Anderson刚刚创造了常规赛一球未踢丢（包括附加分和射门）的纪录，却踢飞了38码的射门，时间剩下不到2分钟，老鹰和维京战平。主教练Dennis Green做出来有争议的决定，他放弃了剩余的时间，让比赛进入了加时赛。虽然维京在投硬币时赢了，但是老鹰最终靠着Morten Andersen的38码射门以30-27战胜了维京。维京成为第一支取得了15胜1负却未打进超级碗的球队。老鹰在第33届超级碗输给了丹佛野马。

#### 1999赛季
Cunningham在1999赛季重返球队，但是在冷淡的2胜4负之后，Jeff George成为首发。他帮助球队取得了8胜2负，再次进入季后赛，球队总体战绩10胜6负。在外卡轮27-10击败了牛仔，在分区冠军面对新来的Kurt Warner和圣路易斯公羊。维京以17-14半场领先，但是下半场比分35-20，最终以49-37战胜了维京。公羊最终拿到了第34届超级碗。

### 2000年代
维京以赢得分区冠军，打入NFC决赛的成绩开始了新的十年，但是接下来的2001赛季，只取得了5胜11负的战绩。球队在2004年再次闯入了季后赛，但是没有拿到分区冠军，直到2008年。从NFL和AFL合并之后，2000年代是维京打入季后赛最少的年代。

#### 2000赛季
2000赛季，维京战绩11胜5负。在第14周时，维京是11胜2负，但是首发四分卫Daunte Culpepper的受伤使维京短暂的失去状态，输掉了他们最后三场比赛，公羊，绿湾包装工和小马。尽管如此，维京仍然连续五年闯入季后赛。在分区赛中维京以34-16轻松战胜圣徒，NFC决赛他们来到纽约面对主场作战的巨人队。虽然是客场作战，但是维京队还是被大多数人看好（考虑他们11-2战绩的人多于Daunte Culpepper缺阵的0-3战绩的人）。但是维京以0-41惨败，使他们历史上最差的季后赛比分。Robert Smith，手握球队赛季最佳冲跑纪录（同时也是NFC最佳纪录）1521码，在年底退役，仅仅打了8个NFL赛季。

#### 2001-2005赛季
在2001赛季，尽管战绩是令人失望的5胜1负，维京买断了Dennis Green的合同。Mike Tice作为2001赛季最后一场比赛的教练，3-19输给了乌鸦队。赛季后，Tice被提升为永久教练，但是他没能把维京带入季后赛，直到2004年。
在2003赛季中，维京很接近季后赛。然而，亚利桑那红雀在第4档进攻，28码，0:00秒的达阵将维京挡在季后赛的门外。红雀的这次达阵的一刻是整个赛季维京第一次没有在分区领先的一刻。维京成为了以6胜0负开局却未能进入季后赛的第二支球队。第一支是1978年的华盛顿红皮。
2004赛季，Daunte Culpepper积攒足了MVP点数，4,717传球码数（NFL领先地位），39传球达阵（维京队内纪录）和总体5123码（NFL纪录）。在外卡战中，维京击败了老对手绿湾包装工，31-17。因此，维京成为了靠8胜8负，50%胜率进入季后赛却赢得比赛的第二支球队（圣路易斯公羊队早了一天成为第一个）。在分区回合，维京被随后取得NFC冠军的费城老鹰击败。
2005年3月2日，维京的外接手Randy Moss被交易到奥克兰突袭者，从而得到了线卫Napoleon Harris和第一轮选秀权。在2005赛季开赛后，维京取得了失望的2胜5负战绩，同时因膝伤失去了四分卫Daunte Culpepper。这对维京是很大的困扰，因为同时他们没有了Randy Moss。之前的二重唱现在没有了，不久之后，新的领军人物出现了。维京最终取得了9胜7负的战绩。2005赛季之后，主教练Mike Tice被Brad Childress替换。这是Zygi Wilf领导的新的管理层众多变化之一。

#### 2006賽季至今
2006赛季，维京开赛取得4胜2负（Brad Childress是维京历史上第一个以2胜0负开始执教生涯的教练），但是最终是以6胜10负结束了赛季，在第二年的选秀拿到了第七顺位；靠着这个，维京从奥克拉荷马大学选来了Adrian Peterson。
Adrian Peterson生涯的第一个达阵是生涯第一场比赛对阵亚特兰大老鹰队时的一个60码的掩护传球。当维京对阵芝加哥熊两场比赛的第一场是，Adrian Peterson打破了单场比赛多项纪录（冲跑码数，接球码数和开球回跑码数），一共361码，224码冲跑。在2007赛季第九周比赛，他在对阵圣迭戈闪电队的比赛中跑了296码打破了2003赛季Jamal Lewis是创造的NFL单场比赛冲跑码数纪录。虽然2007赛季中期，维京取得五连胜，但是输掉了最后两场比赛，8胜8负，无缘季后赛。在2008赛季的第十三周对阵熊队，Gus Frerotte传给Bernard Berrian一个99码的吊球达阵。这是维京历史上的最长一档进攻。这个赛季，Adrian Peterson靠着1,760码的冲跑领军NFL跑锋阵营，打破了最多单场冲跑码数的纪录。第17周，维京靠着踢球手Ryan Longwell的制胜一球以20-19战胜了纽约巨人之后，锁定了NFC北区冠军。
2009年1月4日，维京在外卡轮主场迎战费城老鹰，这是八年来他们第一次在主场打季后赛。半场比分14-16，维京小比分落后，但是以44-6战胜达拉斯牛仔的老鹰最终以26-14战胜了维京。老鹰在随后的分区回合击败了超级碗冠军纽约巨人，最终在NFC决赛输给了亚利桑那红雀。
从2006赛季起，维京开始以强力的地面防守而闻名（2006，07和08是NFL第一；这是1970年AFL-NFL合并后完成该使命的第一支球队。），“威廉姆斯墙”（译者注：Williams Wall）包括两位防守绊锋（译者注：DT）Kevin Williams和Pat Williams（非亲戚）。外加四分卫梦魇的Jared Allen，2008赛季，四位锋线的成员被冠于多个昵称，包括“闪电打劫”（Thunder and Plunder）和以他们名字首字母缩写成的“Shock and AWWE”。

#### Brett Favre时代（2009-2010）
在2009年8月18日，经过数月的磋商和考虑，两次退役的老将Brett Favre，这位截止到2007年在维京老对手绿湾包装工打了16年四分卫和维京签了2年，价值25,000,000美金的合同，许多维京球迷称之为“Brett Favre时代”。Brett Favre是普遍公认未来的名人堂成员，手持多项NFL生涯传球纪录。巧合的是，2007年，他作为绿湾包装工的球员在Metrodome球场打破了生涯传球达阵纪录（之前是Dan Marino的420个）。
2009年10月5日，维京主场对阵绿湾包装工，这个Brett Favre第一次面对老东家。20-23的胜利使维京取得了4胜0负的开局。Brett Favre成为NFL历史上唯一一个击败过所有NFL现存的32支球队的先发球员。1991年绿湾击败亚特兰大猎鹰时Brett Favre没有出场。超过2180万人观看了比赛，击败了2008年达拉斯牛仔对费城老鹰的1860万人的收视率。
第十七周，维京以44-7击败了纽约巨人，锁定了赛区二号种子和第一轮的休赛。分区回合，2010年1月17日，维京对阵达拉斯牛仔，以34-3取胜，维京进入NFC决赛，这是球队历史上第九次，也是2001年起第一次打入决赛。客场对阵圣徒队，圣徒作为头号种子，坐镇主场Superdome。尽管维京占有优势，但是5次失误成为严重的阻碍，包括最后两分钟Brett Favre的传球被截。最终通过加时赛28-31，一个40码的射门，维京输掉了比赛。

## 球队所有权
球队目前的老板是Zygi Wilf，Mark Wilf， Jeffrey Wilf， Leonard Wilf，David Mandelbaum， Alan Landis和Reggie Fowler。维京的夏季训练营从1966年开始设立在位于Mankato的明尼苏达州立大学。1961-65年是在Bemidji州立大学。

## 球队标志和队服
从1961年球队建队到1995年，球队的标志和队服大体上没有改变。在两个主要标志的其中一个是由一个金发的古代挪威人的侧面头像组成，另一个是一个白色的维京号角。
球队的头盔是紫色底色，两侧有维京号角。号角的边是金色的。2006年，号角标志有稍稍的调整。最初的队服设计是白色的球裤，金色的边，白色和紫色的球衣。1962-1964年，维京球员穿紫色球裤来搭配他们的白色球衣（维京现在的新队服，偶尔也会穿金色白色边的紫色球裤）。他们白色的球衣设计是独一无二的，在肩膀上方有与紫色球衣完全不同的条纹图案，紫色的是围绕着袖口。这种肩膀条纹设计的球衣是1969年他们第一次打入超级碗决赛是出现的。多年来他们也不时的小幅度调整球衣的设计，比如头盔面罩的颜色，从灰色换成白色（1980年），从白色变成紫色（1985年）；在袖子上增加了古挪威人头像标志（1996年）。在1984年Les Steckel成为主教练之前，维京一直穿黑色的鞋子。直到2006年，球队重新换回去，再次穿黑色的鞋子。从1969年到1973年，维京在暖天气穿的备用紫色球衣没有条状图案。
2006年，球队队服进行了重新设计，这是建队46年来最大的一次调整。虽然球队颜色没有改变，但是新设计在肩部，袖子和球衣球裤的两侧加上了条状图案。头盔上的号角更加清晰一点。新设计包括白色和紫色的球裤，但是紫色的球裤很少穿，从2007年至今，紫色球裤就没有穿过。
球队在1978赛季的最后四场比赛佩戴了黑色臂章纪念那个赛季过世的助理教练Jack “Jocko” Nelson。1985 年，球队佩戴了25周年字样标志在球衣上。1989年，球队佩戴了“40 for 60”标志在球衣上，用来纪念他们1969年NFL赛会冠军的荣耀。他们佩戴35周年标志在1995年，40周年标志在2000年和45周年标志在2005年。他们也佩戴纪念标志在99年和2001年，分别纪念助理教练Chip Myers和Korey Stringer。和其他球队一样，在1969年和1994年他们佩戴了NFL50和75字样的标志。

### 全紫队服
在彩色电视机很稀少的时期，维京队（和其他的几支NFL球队）在1964赛季穿白色球衣进行主场比赛。这样球迷就可以看清楚客队的球衣主色。60年代，维京穿白色球衣和紫色球裤打客场比赛。1964年10月11日，维京在Metropolitan体育场迎战底特律雄狮，雄狮不小心只带了白色球衣来明尼苏达。比赛开始的时候，两队都是白色球衣，但是第二节，维京拿到了他们的紫色上衣。维京球员就在场边更换了球衣，就这样穿着紫色球衣紫色球裤完成了比赛。这种状况再没有出现过，直到43年的2007年12月17日（星期一晚的比赛对阵芝加哥熊）维京再次穿上了他们的紫色球衣和紫色球裤。直到2010年，维京队仅有两次同时穿紫色球衣和紫色球裤。

## 吉祥物

### 目前吉祥物
目前球队的吉祥物是Ragnar（由Joseph Juranitch扮演）。从1994年Ragnar为维京工作，并努力要成为在世界广为人知的吉祥物。Joseph Juranitch是个有点怪的人—他目前保持着用斧子刮胡子最快纪录（需要证实）。Ragnar上场时装扮成维京海盗，骑着一个摩托车，拉拉队是坐雪橇。
在几次确定官方吉祥物的尝试失败之后，维京最终在2007赛季引进了“Viktor the Viking”。球队官方早已表示，他们已经确定了球队吉祥物的概念将以球队年轻球迷的想法为基础。Viktor the Viking是一个穿着1号球衣，戴着巨大的有黄色护鼻的球队头盔，肌肉发达，留着大胡子的金发角色。

### 历史吉祥物
从1970年到1992年，Hub Meeds打扮成维京海盗作为球队吉祥物。
另外一个吉祥物是“Vikadontis Rex”，一个紫色的恐龙。它是明尼苏达维京儿童基金的吉祥物，也是1995年名人吉祥物奥林匹克的成员（Celebrity Mascot Olympics）。2000赛季退役。在1980年代，球队也有“NFL Huddles”吉祥物，（有点像Viktor the Viking）。1982年-1984年，Krazy George被雇用作为拉拉队长。

## 传统

### 战歌
Skol，Vikings是明尼苏达维京的战歌。1961年建队时就被用于球队战歌。在球队得分，半场，全场结束的时候，都要播放。
歌词：
Skol Vikings, let's win this game,
Skol Vikings, honor your name,
Go get that first down,
Then get a touchdown.
Rock 'em . . . Sock 'em
Fight! Fight! Fight! Fight!
Go Vikings, run up the score,
You'll hear us yell for more. . .
V-I-K-I-N-G-S
Skol, Vikings, let's go!

### 对手
芝加哥熊
底特律雄狮
绿湾包装工

### Helga 帽子
维京球迷戴“Helga帽子”广为人知，紫色的帽子，白色角和金色辫子，还有那些很像维京勇士戴过的头盔。最原始的Helga帽子是在双子城手工制作的；然而，最近几年，供货商从海外进口其他版本的帽子。

### 维京角
在主场Metrodome球场比赛的时候，每档重要的进攻或者防守之后，都会吹响维京的加拉尔号角，比如得到首攻（first down）或者达阵。另外，如果维京达阵，会有焰火。

## 球员阵容

### 退休號碼
- 10 Fran Tarkenton （QB）（1961年-1966年，1972年-1978年）◎
- 53 Mick Tingelhoff （C）（1962年-1978年）
- 70 Jim Marshall （DE）（1961年-1979年）
- 77 Korey Stringer （T）（1995年-2000年）
- 80 Cris Carter （WR）（1990年-2001年）
- 88 Alan Page （DT）（1967年-1978年）◎◎

◎：於1967年-1971年之間效力紐約巨人隊。

◎◎：於1978年季中被交易至芝加哥熊隊。

### 周年纪念阵容
25周年和40周年纪念阵容

## 广播及电视
维京首选广播电台是KFAN-AM（1130）。比赛可以在“KFAN广播网络”收听在明尼苏达，威斯康辛，爱荷华，南达科他和北达科他。Paul Allen从2002赛季起作为解说，Pete Bercich评论。
季前赛不会在双子城区域的11频道KARE转播，Ari Wolfe做解说。

## 歷年戰績
| 赛季                  | 胜  | 负  | 平 | 常规赛季            | 季后赛                                                                                                |
| --------------------- | --- | --- | -- | ------------------- | --- |
| 明尼蘇達維京人（NFL） |     |     |    |                     | |
| 1961                  | 3   | 11  | 0  | NFL西區第七         | -- |
| 1962                  | 2   | 11  | 1  | NFL西區第六         | -- |
| 1963                  | 5   | 8   | 1  | NFL西區第四（並列） | -- |
| 1964                  | 8   | 5   | 1  | NFL西區第二（並列） | -- |
| 1965                  | 7   | 7   | 0  | NFL西區第五         | -- |
| 超級盃時代            |     |     |    |                     | |
| 1966                  | 4   | 9   | 1  | NFL西區第六（並列） | -- |
| 1967                  | 3   | 8   | 3  | NFL中央區第四       | -- |
| 1968                  | 8   | 6   | 0  | NFL中央區第一       | 分區季後賽以14-24敗給巴爾的摩小馬                                                                     |
| 1969                  | 12  | 2   | 0  | NFL中央區第一       | 分區季後賽以23-20擊敗洛杉磯公羊 國聯冠軍賽以27-7擊敗克里夫蘭布朗 第四屆超級碗以7-23敗給堪薩斯城酋長   |
| 大聯盟合併            |     |     |    |                     | |
| 1970                  | 12  | 2   | 0  | 國聯中區第一        | 分區季後賽以14-17敗給舊金山四九人                                                                     |
| 1971                  | 11  | 3   | 0  | 國聯中區第一        | 分區季後賽以12-20敗給達拉斯牛仔                                                                       |
| 1972                  | 7   | 7   | 0  | 國聯中區第三        | -- |
| 1973                  | 12  | 2   | 0  | 國聯中區第一        | 分區季後賽以27-20擊敗華盛頓紅人 國聯冠軍賽以27-10擊敗達拉斯牛仔 第八屆超級碗以7-24敗給邁阿密海豚      |
| 1974                  | 10  | 4   | 0  | 國聯中區第一        | 分區季後賽以30-14擊敗亞利桑那红雀 國聯冠軍賽14-10擊敗洛杉磯公羊 第九屆超級碗以6-16敗給匹兹堡鋼人      |
| 1975                  | 12  | 2   | 0  | 國聯中區第一        | 分區季後賽以14-17敗給達拉斯牛仔                                                                       |
| 1976                  | 11  | 2   | 1  | 國聯中區第一        | 分區季後賽以35-20擊敗華盛頓紅人 國聯冠軍賽以24-13擊敗洛杉磯公羊 第十一屆超級碗以14-32敗給奧克蘭侵略者 |
| 1977                  | 9   | 5   | 0  | 國聯中區第一        | 分區季後賽以14-7擊敗洛杉磯公羊 國聯冠軍賽以6-23敗給達拉斯牛仔                                         |
| 1978                  | 8   | 7   | 1  | 國聯中區第一        | 分區季後賽以10-34敗給洛杉磯公羊                                                                       |
| 1979                  | 7   | 9   | 0  | 國聯中區第三        | -- |
| 1980                  | 9   | 7   | 0  | 國聯中區第一        | 分區季後賽以16-31敗給費城老鹰                                                                         |
| 1981                  | 7   | 9   | 0  | 國聯中區第四        | -- |
| 1982                  | 5   | 4   | 0+ | 國聯第四            | 季後賽首輪以30-24擊敗亞特蘭大獵鷹 第二輪以7-21敗給華盛頓紅人                                          |
| 1983                  | 8   | 8   | 0  | 國聯中區第四        | -- |
| 1984                  | 3   | 13  | 0  | 國聯中區第五        | -- |
| 1985                  | 7   | 9   | 0  | 國聯中區第三        | -- |
| 1986                  | 9   | 7   | 0  | 國聯中區第二        | -- |
| 1987                  | 8   | 7   | 0  | 國聯中區第二        | 外卡季後賽以44-10擊敗紐奧良聖徒 分區季後賽以36-24擊敗舊金山四九人 國聯冠軍賽以10-17敗給華盛頓紅人     |
| 1988                  | 11  | 5   | 0  | 國聯中區第二        | 外卡季後賽以28-17擊敗洛杉磯公羊 分區季後賽以9-34敗給舊金山四九人                                      |
| 1989                  | 10  | 6   | 0  | 國聯中區第一        | 分區季後賽以13-41敗給舊金山四九人                                                                     |
| 1990                  | 6   | 10  | 0  | 國聯中區第五        | -- |
| 1991                  | 8   | 8   | 0  | 國聯中區第三        | -- |
| 1992                  | 11  | 5   | 0  | 國聯中區第一        | 外卡季後賽以7-24敗給華盛頓紅人                                                                        |
| 1993                  | 9   | 7   | 0  | 國聯中區第二        | 外卡季後賽以10-17敗給紐約巨人                                                                         |
| 1994                  | 10  | 6   | 0  | 國聯中區第一        | 外卡季後賽以18-35敗給芝加哥熊                                                                         |
| 1995                  | 8   | 8   | 0  | 國聯中區第四        | -- |
| 1996                  | 9   | 7   | 0  | 國聯中區第二        | 外卡季後賽以15-40敗給達拉斯牛仔                                                                       |
| 1997                  | 9   | 7   | 0  | 國聯中區第四        | 外卡季後賽以23-22擊敗紐約巨人 分區季後賽以22-38敗給舊金山四九人                                       |
| 1998                  | 15  | 1   | 0  | 國聯中區第一        | 分區季後賽以41-21擊敗亞利桑那紅雀 國聯冠軍賽以27-30敗給亞特蘭大獵鷹（1次加時）                        |
| 1999                  | 10  | 6   | 0  | 國聯中區第二        | 外卡季後賽以27-10擊敗達拉斯牛仔 分區季後賽以37-49敗給聖路易斯公羊                                     |
| 2000                  | 11  | 5   | 0  | 國聯中區第一        | 分區季後賽以34-16擊敗紐奧良聖徒 國聯冠軍賽敗以0-41給紐約巨人                                          |
| 2001                  | 5   | 11  | 0  | 國聯中區第四        | -- |
| 2002                  | 6   | 10  | 0  | 國聯北區第二        | -- |
| 2003                  | 9   | 7   | 0  | 國聯北區第二        | -- |
| 2004                  | 8   | 8   | 0  | 國聯北區第二        | 外卡季後賽以31-17擊敗綠灣包裝工 分區季後賽以14-27敗給費城老鹰                                         |
| 2005                  | 9   | 7   | 0  | 國聯北區第二        | -- |
| 2006                  | 6   | 10  | 0  | 國聯北區第三        | -- |
| 2007                  | 8   | 8   | 0  | 國聯北區第二        | -- |
| 2008                  | 10  | 6   | 0  | 國聯北區第一        | 外卡季後賽以14-26敗給費城老鷹                                                                         |
| 2009                  | 12  | 4   | 0  | 國聯北區第一        | 分區季後賽以34-3擊敗達拉斯牛仔 國聯冠軍賽以28-31敗給紐奧良聖徒（1次加時）                             |
| 2010                  | 6   | 10  | 0  | 國聯北區第四        | -- |
| 2011                  | 3   | 13  | 0  | 國聯北區第四        | -- |
| 2012                  | 10  | 6   | 0  | 國聯北區第二        | 外卡季後賽以10-24敗給綠灣包裝工                                                                       |
| 2013                  | 5   | 10  | 1  | 國聯北區第四        | -- |
| 2014                  | 7   | 9   | 0  | 國聯北區第三        | -- |
| 2015                  | 11  | 5   | 0  | 國聯北區第一        | 外卡季後賽以9-10敗給西雅圖海鷹                                                                        |
| 2016                  | 8   | 8   | 0  | 國聯北區第三        | -- |
| 2017                  | 13  | 3   | 0  | 國聯北區第一        | 分區季後賽以29-24擊敗紐奧良聖徒 國聯冠軍賽以7-38敗給費城老鷹                                          |
| 2018                  | 8   | 7   | 1  | 國聯北區第二        | -- |
| 2019                  | 10  | 6   | 0  | 國聯北區第二        | 外卡季後賽以26-20擊敗紐奧良聖徒（1次加時） 分區季後賽以10-27敗給舊金山四九人                          |
| 2020                  | 7   | 9   | 0  | 國聯北區第三        | -- |
| 2021                  | 8   | 9   | 0  | 國聯北區第二        | -- |
| 2022                  | 13  | 4   | 0  | 國聯北區第一        | 外卡季後賽以24-31敗給紐約巨人                                                                         |
| 2023                  | 7   | 10  | 0  | 國聯北區第三        | -- |
| 2024                  | 14  | 3   | 0  | 國聯北區第二        | 外卡季後賽以9-27敗給洛杉磯公羊                                                                        |
| 總數                  | 537 | 438 | 11 | （所有常規賽）      | （所有常規賽）                                                                                        |
| 總數                  | 21  | 31  | 0  | （所有季後賽）      | （所有季後賽）                                                                                        |
| 總數                  | 558 | 469 | 11 | （所有比賽）        | （所有比賽）                                                                                          |

+：因為球員罷工的關係，使球季縮短，在同分區的所有球隊以名次作出季後賽的資格。

## 主教練
- Norm Van Brocklin：1961年 - 1966年 （29勝51負4和）
- Bud Grant：1967年 - 1983年，1985年 （總戰績168勝108負5和；常規賽158勝96負5和，季後賽10勝12負）
- Les Steckel：1984年 （3勝13負）
- Jerry Burns：1986年 - 1991年 （總戰績55勝46負；常規賽52勝43負，季後賽3勝3負）
- Dennis Green：1992年 - 2001年 （總戰績101勝70負；常規賽97勝62負，季後賽4勝8負）◎
- Mike Tice：2001年 - 2005年 （總戰績33勝34負；常規賽32勝33負，季後賽1勝1負）
- Brad Childress：2006年 - 2010年 （總戰績40勝37負；常規賽39勝35負，季後賽1勝2負）◎◎
- Leslie Frazier：2010年 - 2013年 （總戰績21勝33負1和；常規賽21勝32負1和，季後賽0勝1負）
- Mike Zimmer：2014年 - 2021年 （總戰績74勝59負1和；常規賽72勝56負1和，季後賽2勝3負）
- Kevin O'Connell：2022年 - 現今（目前總戰績13勝4負）

◎：第五任教練Dennis Green在2001年賽季前15場打完後因球團戰績考量遭解除總教練一職，由助理教練Mike Tice直接接任總教練一職。

◎◎：第七任教練Brad Childress在2010年賽季前10場（戰績3勝7負）打完後因球團戰績考量遭解除總教練一職，由助理教練Leslie Frazier直接接任總教練一職。

## 外部連結
- 官方網站 （页面存档备份，存于）